# Afrephialtes navus
Afrephialtes navus är en stekelart som först beskrevs av Tosquinet 1896.  Afrephialtes navus ingår i släktet Afrephialtes och familjen brokparasitsteklar. Inga underarter finns listade i Catalogue of Life.